# Pycreus megapotamicus
Pycreus megapotamicus är en halvgräsart som först beskrevs av Albert Gottfried Dietrich, och fick sitt nu gällande namn av Christian Gottfried Daniel Nees von Esenbeck. Pycreus megapotamicus ingår i släktet Pycreus och familjen halvgräs. Inga underarter finns listade i Catalogue of Life.